# Меджитов, Селим Аметович
Селим Аметович Меджитов (14 апреля 1913 — 2 апреля 2003) — советский военный, участник Великой Отечественной войны.

## Биография
Селим Меджитов родился 14 апреля 1913 года в селении Дуванкой, Бахчисарайский район, рано стал сиротой, зарабатывал на жизнь пастухом овец. Крымский татарин. В 1920-е годы отправился в Севастополь, где его определили в детский приют. В 1927 году поступил в сельскохозяйственную профшколу «Чаир», куда принимали только круглых сирот, овладел профессией виноградаря и садовода. В 1930 году по комсомольскому набору за хорошую учёбу Меджитова зачислили курсантом в Училище береговой обороны Морских сил РККА (позднее Севастопольское военно-морское училище им. ЛКСМ Украины, которое он окончил в 1934 году в звании лейтенанта ВМФ. Прослужив четыре года в частях Черноморского флота, Меджитов продолжил своё образование на КУКС зенитной артиллерии в Евпатории.
Война застала Меджитова в должности командира зенитной батареи. Он принимал участие в обороне, а в дальнейшем и освобождении Крыма, в частности Севастополя, и Кавказа. На его счету 19 сбитых немецких самолёта, четыре уничтоженных танка, три батареи. В феврале 1945 года он обеспечивал безопасность проведения Ялтинской конференции. За участие в войне Меджитов награждён многочисленными орденами Ленина, Красного Знамени, Отечественной войны I и II степени, Красной Звезды; медалями «За боевые заслуги», «За оборону Севастополя», «За оборону Кавказа», «За победу над Германией в Великой Отечественной войне 1941—1945 гг.».
Будучи кадровым боевым офицером, он и после войны проходил службу на Балтийском и Тихоокеанском флотах в должности командира артиллерийских полков, был помощником начальника военной школы по подготовке сержантского состава. В 1956 году был назначен помощником начальника училища ПВО ВМФ по учебной части в Энгельсе. В 1958 году в звании капитана I ранга вышел в запас.
После демобилизации вместе с супругой Евгенией жил в Киргизской ССР. Меджитов был членом Комитета содействия офицеров запаса, его работа была отмечена рядом грамот военкоматов, ЦК ДОСААФ Киргизской ССР, Комитета ветеранов войны.
Селим Меджитов скончался 2 апреля 2003 года, похоронен рядом с супругой.